# ヴァシーリー・バルチューク
ヴァシーリー・ヴァシーリエヴィチ・バルチューク（バルチュク、ロシア語: Василий Васильевич Барчук, ラテン文字転写: Vasiliy Vasil'yevich Barchuk, 1941年3月11日 - ）は、ロシアの政治家。1992年から1993年まで第2代ロシア連邦大蔵大臣（財務大臣）を務めた。コムソモリスク・ナ・アムーレ出身。

## 経歴・人物
1966年全連邦通信制財政経済大学を卒業する。1986年プレハーノフ名称モスクワ国民経済大学を修了する。
1958年から1972年まで、コムソモリスク・ナ・アムーレで財務検査官として勤務する。バルチュークのキャリアはハバロフスク地方予算局次長付き税務検査官として開始した。
1972年から1991年まで、ソ連大蔵省（財政省）に勤務。予算管理局次長、局長。1991年から1992年まで、ロシア連邦経済・財政省次官、第一次官を経て、1992年4月2日から1993年3月25日まで、第2代ロシア連邦蔵相。この間、1992年9月、国家管理機構改革に関する準備・提案のための委員会副議長、同年10月より政府クレジット政策問題委員会メンバー。
1993年10月25日から1999年4月10日まで、ロシア連邦年金基金（プラヴレニヤペンシオンノゴ）総裁。
2001年12月25日から2002年6月までアウト銀行監査会議長。
2004年9月、地域間非国家「大型年金基金」評議会議長。